# Ausejanus
Ausejanus is een geslacht van wantsen uit de familie van de Miridae (Blindwantsen). Het geslacht werd voor het eerst wetenschappelijk beschreven door Menard & Schuh in 2011.

## Soorten
Het genus bevat de volgende soorten:

- Ausejanus albisignatus (Knight, 1938)
- Ausejanus ansevata (Schuh, 1984)
- Ausejanus arvensus Menard & Schuh, 2011
- Ausejanus australis (Reuter, 1904)
- Ausejanus bournda Menard & Schuh, 2011
- Ausejanus cordatus Menard & Schuh, 2011
- Ausejanus femoralis (Carvalho & Gross, 1982)
- Ausejanus iris Menard & Schuh, 2011
- Ausejanus luteoelytratus (Carvalho & Gross, 1982)
- Ausejanus macrozonata (Carvalho & Gross, 1982)
- Ausejanus mcdonaldi (Carvalho & Gross, 1982)
- Ausejanus meridionalis (Carvalho & Gross, 1982)
- Ausejanus minutus Menard & Schuh, 2011
- Ausejanus neboissi (Carvalho & Gross, 1982)
- Ausejanus schwartzi Menard & Schuh, 2011
- Ausejanus tasmaniae (Carvalho & Gross, 1982)
- Ausejanus tiramisu Menard & Schuh, 2011
- Ausejanus uestaustralianus (Carvalho & Gross, 1982)
- Ausejanus vividus (Carvalho & Gross, 1982)